# Viking kor Feröeren

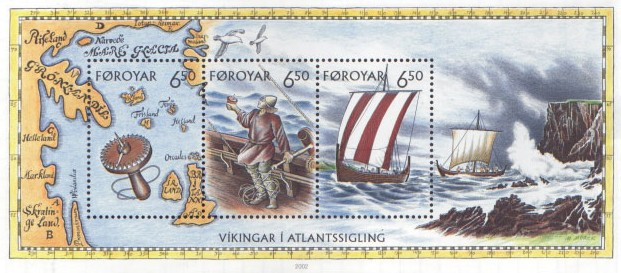
Bélyegblokk a viking hajózásról

A viking kor Feröeren Grímur Kamban 825 körüli honfoglalásától az utolsó viking főnök, Tróndur í Gøtu 1035-ös haláláig, illetve Leivur Øssursson hatalomátvételéig tartott. Ennek az időszaknak a legnagyobb történelmi változása a kereszténység felvétele volt 999-től kezdve Sigmundur Brestisson hatására, amely a viking kor és a feröeri szabad telepes-köztársaság lezárultát előkészítette.
A korszak számos forrásdokumentuma elpusztult az idők folyamán a nekik helyt adó könyvtárakkal és levéltárakkal együtt: 1531-ben leégett a Nidarosi könyvtár; a 18. században két fontos könyvtár Koppenhágában; szintén tűz pusztított a Tinganes félszigeten a 17. században; a Lundban őrzött dokumentumoknak pedig akkor veszett nyoma, amikor III. Keresztély dán király rendeletére Koppenhágába küldték őket. A legfontosabb források a Feröeriek sagája, illetve az ott elmesélteket alátámasztó és időbeliségük meghatározását lehetővé tevő más dokumentumok.
Az elmúlt években számos régészeti feltárást végeztek Feröeren, ami nagyban hozzájárult a korszak megértéséhez. A legtöbb régészeti leletet a Føroya Fornminnissavnban mutatják be.

## Honfoglalás

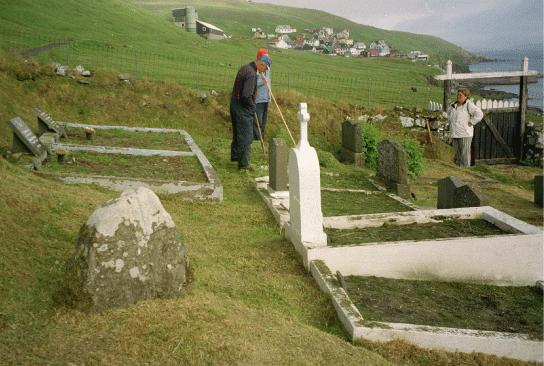
Sigmundur Brestisson sírja Skúvoy temetőjében

A szigetek első írásos említése Dicuil ír szerzetes 825-ben írt Liber de Mensura orbis Terrae című munkájában található. E szerint a korábban itt élt remetéket a vikingek támadásai űzték el a szigetről. Ugyancsak ő tesz említést arról, hogy az Izlandon 795 körül megtelepedő szerzetesek feltehetőleg a vikingek támadásai elől költöztek a szigetre.
A Feröeriek sagája részben ellentmondásos információkat tartalmaz az első viking telepesekre vonatkozóan, de ha igaz, hogy az első telepes, a Funningurban lakó Grímur Kamban unokája részt vett egy izlandi expedíción 874-ben, akkor a honfoglalás mintegy fél évszázaddal korábbra, 825 körülre tehető.
A bevándorlás fő időszaka a 9. század volt, amikor Norvégiából érkeztek telepesek. A honfoglalás két fő hullámból állt: először 820-860 körül norvégiai menekülők, majd 880-900 körül írországi és skóciai vikingek érkeztek.

### A Løgting
A feröeri törvénykező gyűlés, a Løgting valószínűleg 900 körültől kezdve ült össze a Tinganes félszigeten. A feröeri vikingek ebben az időben szoros kereskedelmi kapcsolatokat ápoltak Skandinávia más vidékeivel. Ezek a kapcsolatok a középkor végére gyakorlatilag megszűntek.

## Fordítás
- Ez a szócikk részben vagy egészben a Wikingerzeit auf den Färöern című német Wikipédia-szócikk ezen változatának fordításán alapul.  Az eredeti cikk szerkesztőit annak laptörténete sorolja fel. Ez a jelzés csupán a megfogalmazás eredetét és a szerzői jogokat jelzi, nem szolgál a cikkben szereplő információk forrásmegjelöléseként.

## Külső hivatkozások
- Tjatsi.fo - feröeri mítoszok, mondák, sagák (angol, német, francia, dán, feröeri)
- Landnám, faroestamps.fo (angol, német, dán)
- Viking gyerekjáték[halott link], bélyeg (angol)
- Viking utazások az Atlanti-óceánon[halott link], bélyeg (angol)
- Mindennapi élet a viking korban[halott link], bélyeg (angol)